# ميل هيل
ميل هيل (بالفرنسية: Mel Hill)‏ (و. 1914 – 1996 م) هو لاعب هوكي الجليد كندي، مركز لعبه هو الجناح ‏، توفي عن عمر يناهز 82 عاماً.

## جوائز
حصل على جوائز منها:
- كأس ستانلي.

## روابط خارجية
- ميل هيل على موقع دوري الهوكي الوطني (الإنجليزية)
- ميل هيل على موقع قاعة مشاهير الهوكي (لاعب أن.إتش.أل) (الإنجليزية)
- ميل هيل على موقع EliteProspects.com (الإنجليزية)
- ميل هيل على موقع HockeyDB.com (الإنجليزية)
- ميل هيل على موقع Hockey-Reference.com (الإنجليزية)